# Marie Colmont
Ne doit pas être confondue avec la journaliste, Marie Colmant.
Marie Colmont (née et décédée à Paris, 5 mai 1895- 6 décembre 1938), de son vrai nom Anne Marie Germaine Moréal de Brévans, est une auteure française d'œuvres pour la jeunesse. 

## Biographie
Orpheline à dix ans, elle a par la suite vécu aux États-Unis et à Londres avec son mari, Henri Collin Delavaud, avant de rentrer en France en 1926. Son décès prématuré est dû à la tuberculose, dont étaient mortes sa mère et sa sœur.
Marie Colmont a eu deux filles, Michelle, née en 1918, et Janine, en 1926.
Elle est connue pour des contes tels que l'histoire de Marlaguette ou de Perlette goutte d'eau, ou encore de l'ourson Michka, et plusieurs de ses œuvres ont été régulièrement rééditées dans la collection du Père Castor (Flammarion).
On retrouve son nom dans divers manuels scolaires du milieu du XXe siècle, comme Toute une année de lecture au cours élémentaire, ou la série Lectures actives de G. et M. Duru.
Elle a également participé au mouvement de rénovation des auberges de jeunesse.

## Ouvrages publiés
(Liste non exhaustive)
- Éditeurs divers :
  - Rossignol des neiges (Ed. Bourrelier, 1935 ; ill. E Million), Prix Jeunesse 1935
  - Claque-patins (Bourrelier, 1936)
  - Grand chemin (Ed. J. Susse, 1944 ; ill. Suzanne Fessy)
  - Le cygne rouge et autres contes du wigwam et de la prairie (1957, ill. J.A. Cante)
- Dans la collection Flammarion - Père Castor :
  - Perlette goutte d'eau (1936, ill. Béatrice Appia)
  - Panorama du fleuve (1937, ill. Alexandra Exter)
  - Panorama de la côte (1938, ill. Alexandra Exter)
  - Panorama de la montagne (1938, ill. Alexandra Exter)
  - Ce que fait le vieux est bien fait (1939, d'après Andersen, ill. Feodor Rojankovsky)
  - Quand Cigalou s'en va dans la montagne (1939, ill. Feodor Rojankovsky)
  - Noix de Coco et son ami (1940, ill. Nathalie Parain)
  - Michka (1941, illustrations Feodor Rojankovsky)
  - Pic et Pic et Colégram (1941, ill. Feodor Rojankovsky)
  - Histoire du nègre Zo'hio et de l'oiseau moqueur (1942, ill. Feodor Rojankovsky; 1943, ill. G. de Sainte-Croix)
  - Un pantalon pour mon ânon (1944, ill. André Paul)
  - Le Roi-chat (1944, ill. André Paul)
  - Histoire du tigre en bois (1945, ill. André Pec)
  - La bonne vieille (1945, ill. André Paul)
  - Poulet des bois (1945, ill. André Paul)
  - Pip et sa maison (1945, ill. André Paul ; rééd. 1948, ill. Gerda)
  - Pauv'Coco (1948, ill. André Pec)
  - Marlaguette (1952, ill. Gerda Muller)
  - Histoire du tigre en bois (1952, ill. André Pecq)
  - Histoire du balai fleuri (1953, ill. Pierre Belvès)

## Sources
- Nic Diament, Dictionnaire des écrivains français pour la jeunesse : 1914-1991, Paris, L'École des loisirs, 1993, 783 p. (ISBN 2-211-07125-2 et 978-2-211-07125-3)